# Nyazeelandlira
Nyazeelandlira (Puffinus gavia) är en fågel i familjen liror.

## Utseende och läten
Nyazeelandliran är en liten (33 cm) lira med mörkbrunt på ovansidan, huvudet till nedanför ögonen och på en "lårfläck", mot undersidan gradvis övergående i vitt. På bröstet syns ett svagt fläckat brutet halsband. Vingundersidorna är vita med brunaktiga kanter och sotgrå armhålor. Näbben är tunn. I flykten är den lik kaikouraliran, men är mindre och är ljusare under vingarna. I handen syns att undre stjärttäckarnas sidor är vita. Huvudlätet i häckningskolonin återges i engelsk litteratur som ett "ka-how ka-how ka-how ka-how kehek kehek kehek kehek-errr".

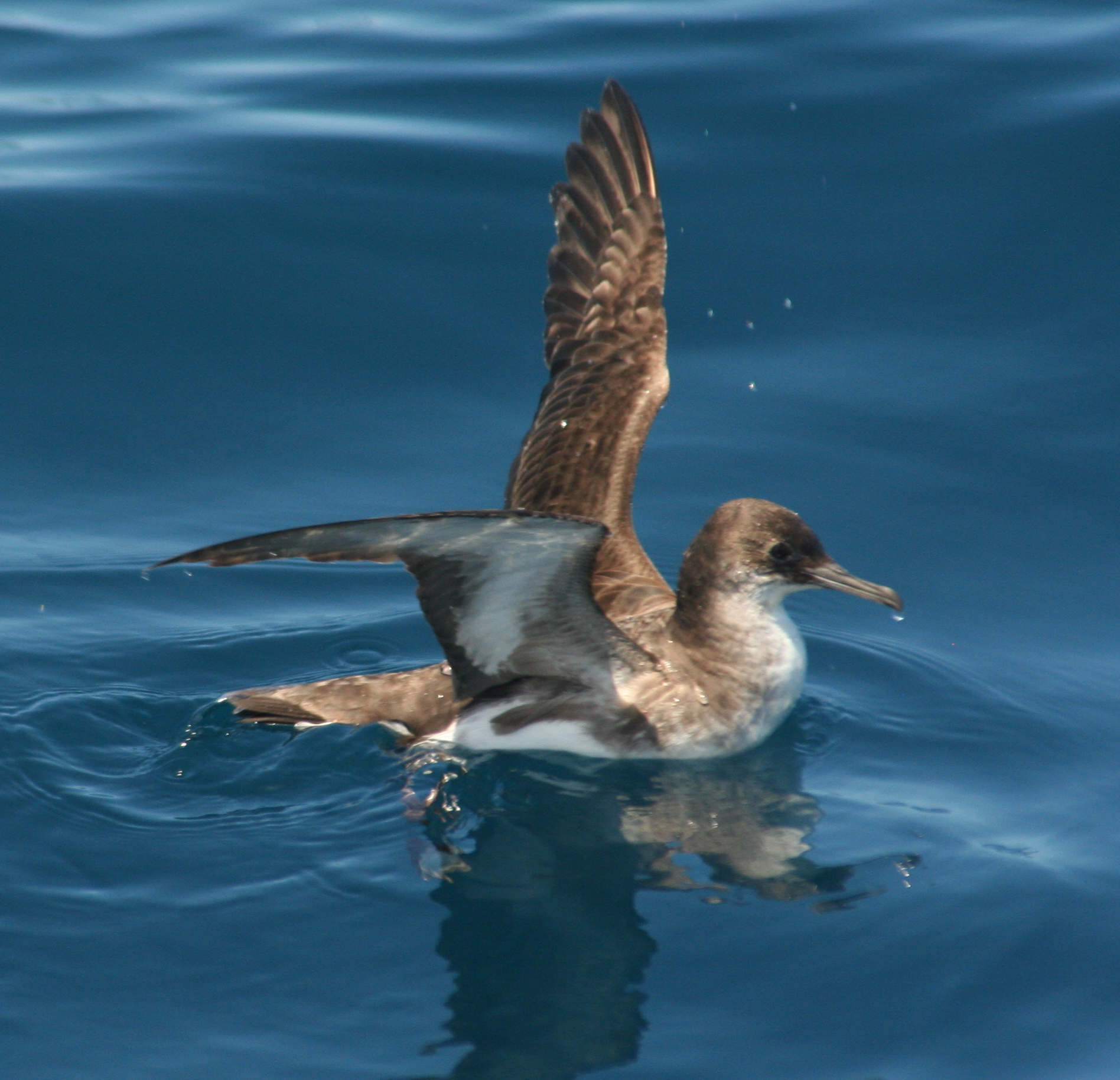

## Utbredning och systematik
Fågeln häckar på öar utanför Nya Zeeland och flyttar sedan till sydöstra Australien och Vanuatu. Fram till rätt nyligen inkorporerades även kaikouraliran (P. huttoni) i arten. Tidigare har de båda inkluderats i mindre lira (P. puffinus), men de är relativt avlägset släkt.

## Levnadssätt
Nyazeelandliran häckar i kolonier på öar mellan augusti och mars, med äggläggning från början av september till mitten av oktober. Adulta fåglar kan dock besöka bohålorna året runt.
Fågeln är havslevande, men ses närmare land än andra liror i kustnära vatten och hamnar, då ofta i stora flockar. Den följer normalt inte efter fartyg. Födan är dåligt känd, men verkar huvudsakligen bestå av småfisk (Engraulis, Sardinops) och kräftdjur (Nyctiphanes australis).

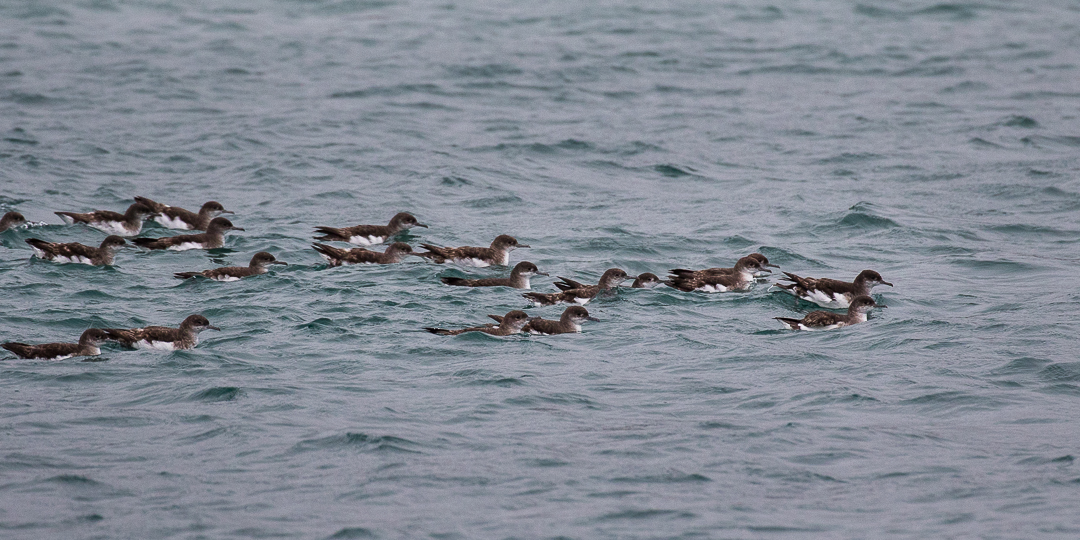
En flock simmande nyazeelandliror.

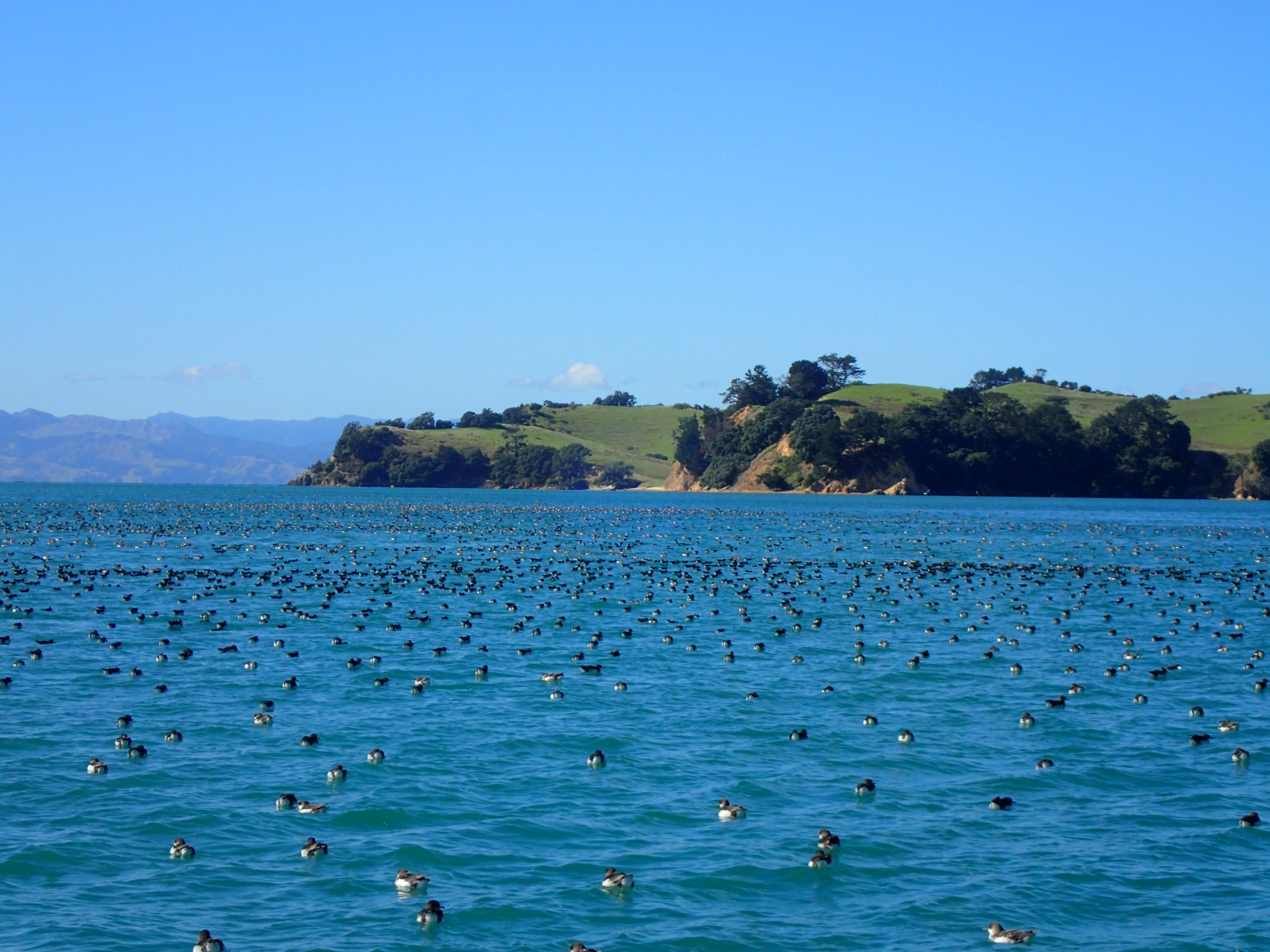

## Status och hot
Arten har ett stort utbredningsområde och en stor population, men tros minska i antal, dock inte tillräckligt kraftigt för att den ska betraktas som hotad. Internationella naturvårdsunionen IUCN kategoriserar därför arten som livskraftig (LC).